# Dalforsån
Dalforsån är ett vattendrag i östra Dalarna (Rättviks kommun), cirka 20 kilometer långt. Avrinningsområdet är 132 kvadratkilometer. Ån börjar i en tjärn nära Broboberget, nära gränsen till Hälsingland, flyter huvudsakligen åt sydsydost, genomflyter sjön Stocken och mynnar vid Dalfors i sjön Amungen, som i sin tur avvattnas genom Svärdsjövattendraget.